# Jan Buridan
Jan Buridan (ur. około 1300, zm. ok. 1358) – francuski filozof scholastyczny, zajmujący się także fizyką i logiką; nominalista.

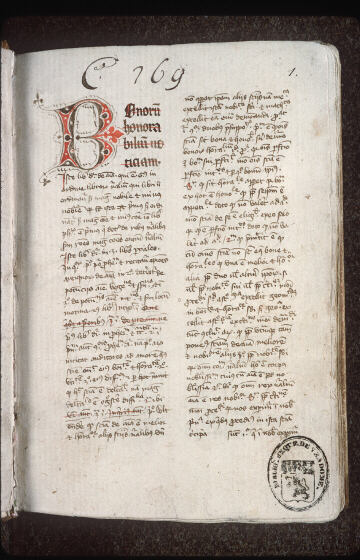
Strona z Expositio et quaestiones (Objaśnienie i kwestie sporne) do De Anima Arystotelesa autorstwa Jana Burydana, ok. 1362

Ten wielki logik stał się sławny za sprawą tak zwanego osła Buridana, który stojąc między żłobami z owsem i sianem umiera z głodu, nie mogąc dokonać wyboru (co było argumentem przeciw wolnej woli). Buridan bronił tezy, że Ziemia obraca się wokół swojej osi, a zjawiska ruchu stałego i przyspieszonego objaśniał za pomocą koncepcji impetu (z łac. impetus – 'czynnik, wprawiający w ruch'). Zawdzięczamy mu rozróżnienie pojęć na "pierwotne" i "wtórne". Buridan zastanawiał się nad istotą nauki i dowiódł, że ma ona systemowy charakter (wszystkie sądy na jeden temat winny wiązać się ze sobą logicznie). Wykazał również, iż można dowieść istnienia jakiejś rzeczy, wychodząc w rozumowaniu od przesłanek hipotetycznych.